# مری فاولر (فوتبال)
مری فاولر (انگلیسی: Mary Fowler؛ زادهٔ ۱۴ فوریهٔ ۲۰۰۳) بازیکن فوتبال اهل استرالیا است.
وی همچنین در تیم‌های ملی فوتبال Australia women's national under-20 soccer team و زنان استرالیا بازی کرده‌است.